# Dióscuro (antipapa)
Dióscuro o Dióscoro (en latín: Dioscorus P.P.) de origen griego nacido en Constantinopla fue antipapa de Bonifacio II.
Había sido elegido por parte del clero romano el 22 de septiembre de 530, al mismo tiempo que era elegido el papa Bonifacio II, pero duró sólo veintidós días, pues murió el 14 de octubre del mismo año. Hasta ese momento ostentaba el título de diácono.
Con su muerte, sus electores reconocieron como papa a Bonifacio II por lo que se evitó que el cisma prosperase.